# 查利亞維爾基山
18°8′11″S 68°16′4″W / 18.13639°S 68.26778°W
查利亞維爾基山（Ch'alla Willk'i），是玻利維亞的山峰，位於該國奧魯羅省的薩亞馬省，處於坦卡尼山東北面，屬於安第斯山脈的一部分，海拔高度4,543米。